# Sam Carlson
Sam Carlson (ur. 11 stycznia 1989 w Hood River) – amerykański narciarz dowolny, specjalizujący się w konkurencjach slopestyle i big air. W 2011 roku zdobył srebrny medal w slopestyle’u podczas mistrzostw świata w Park City. Poza tym jest także pięciokrotnym medalistą Winter X-Games, w tym złoty medal zdobyty podczas Winter X-Games 2011. W lipcu 2010 roku jako pierwszy narciarz freestyleowy wykonał potrójnego flipa, wyczynu tego dokonał w swojej rodzinnej miejscowości - Hood River.

## Osiągnięcia

### Mistrzostwa świata
| Miejsce | Dzień    | Rok  | Miejscowość | Konkurencja | Zwycięzca    |
| ------- | -------- | ---- | ----------- | ----------- | ------------ |
| 2.      | 3 lutego | 2011 | Park City   | Slopestyle  | Alex Schlopy |

### Puchar Świata

#### Miejsca w klasyfikacji generalnej
- sezon 2012/2013: 146.

#### Miejsca na podium
- Carlson nigdy nie stanął na podium zawodów PŚ.